# Torneo masculino de béisbol en los Juegos Panamericanos de 1983
El béisbol en los Juegos Panamericanos de 1983 estuvo compuesto por un único evento masculino, se disputó en Caracas, Venezuela, en este torneo Cuba llegó a 33 victorias consecutivas en la competición además de su cuarto oro en línea.

## Equipos participantes
- Antillas Neerlandesas
- Brasil(BRA)
- Canadá(CAN)
- Colombia(COL)
- Cuba(CUB)
- Estados Unidos(USA)
- Panamá(PAN)
- Nicaragua(NCA)
- Puerto Rico(PUR)
- República Dominicana(DOM)
- Venezuela(VEN)

## Resultados
La primera fase del torneo estuvo dividida en dos grupos de cuatro y cinco equipos.
| Posición                        | Selección             | Ganados | Perdidos | Medalla |
| ------------------------------- | --------------------- | ------- | -------- | ------- |
| 1                               | Cuba                  | 9       | 0        |         |
| 2                               | Nicaragua             | 6       | 4        |         |
| 3                               | Estados Unidos        | 8       | 2        |         |
| 4                               | República Dominicana  | 5       | 5        |         |
| Eliminados en las fases previas |                       |         |          |         |
| 5                               | Venezuela             | 4       | 4        |         |
| 6                               | Panamá                | 2       | 6        |         |
| 7                               | Canadá                | 3       | 2        |         |
| 8                               | Puerto Rico           | 1       | 4        |         |
| 9                               | Colombia              | 1       | 3        |         |
| 10                              | Antillas Neerlandesas | 0       | 4        |         |
| 11                              | Brasil                | 0       | 5        |         |